# Памятник Коста Хетагурову (Владикавказ)
Памятник Коста́ Хетагурову — памятник монументального искусства во Владикавказе, Северная Осетия. Объект культурного наследия России федерального значения и культурного наследия Северной Осетии. Установлен на площади Карла Маркса около Осетинского театра.

## История
Памятник посвящён основоположнику осетинской художественной литературы и общественному деятелю поэту Коста Хетагурову.
21 июля 1952 года бюро Обкома ВКП(б) на основе распоряжения Совета Министров СССР от 9 июля 1952 года в целях увековечивания памяти поэта приняло решение установить в Орджоникидзе монументальный памятник Коста Хетагурову. Северо-Осетинский обком обратился к Совету министров СССР с просьбой установить окончательную дату рабочего проекта памятника до 25 августа 1952 года и выделить на памятник 9 тонн бронзы, 40 тонн арматурного железа, 100 тонн цемента, 0,2 тонны свинца, 120 кубических метров полированных красных гранитных блоков и 50 кубических метров лесоматериалов. Строительство памятника было поручено тресту «Севосетинстрой».
Авторами памятника были скульптор Сосланбек Дафаевич Тавасиев и архитектор Исмагил Галеевич Гайнутдинов. Памятник торжественно открыт 16 января 1955 года на площади Карла Маркса около будущего здания Осетинского театра.
На открытии присутствовали партийные и государственные деятели, многочисленные гости, в частности поэты Расул Гамзатов, Алим Кешоков, Александр Яшин, Фёдор Гаглоев, писатель Николай Атаров. В этот же день в Доме советов состоялось торжественное заседание, посвящённое открытию памятника.
Указом Президиума Верховного Совета Северо-Осетинской АСР скульптору Сослану Тавасиеву за его работу было присвоено почётное звание народного художника Северной Осетии, архитектору Исмаилу Гайнутдинову — почётное звание заслуженного деятеля искусств Северной Осетии
Описание
Высота памятника — 13 метров.
На постаменте выгравирована надпись:

Основоположнику

Осетинской литературы

Коста Хетагурову

(1859—1906)

от Правительства Советского Союза

1955 г.

Память
Памятник изображён на почтовой марке СССР 1999 года (№ 508).

## Галерея

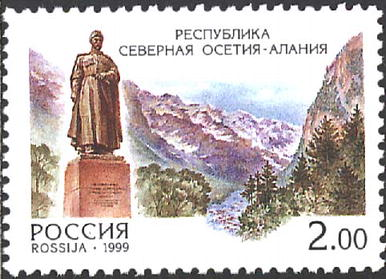
Почтовая марка СССР за 1999 год с изображением памятника